# Valerija Juz'vjak
Valerija Vadymivna Juz'vjak (in ucraino Валерія Вадимівна Юзьвяк?; Užhorod, 20 agosto 1999) è una ginnasta ucraina.

## Biografia
Juz'vjak decide di praticare la ginnastica ritmica all'età di cinque anni, dopo avere ammirato Hanna Bezsonova alle Olimpiadi di Atene 2004. Nel 2014 entra a far parte della nazionale dell'Ucraina inizialmente come individualista; disputa con la squadra ucraina gli Europei di Holon 2016 ottenendo il tredicesimo posto nell'all-around e il settimo posto nella finale dei 5 nastri, mentre non riesce a centrare la finale nei 2 cerchi / 6 clavette. Viene scelta come ginnasta di riserva per le Olimpiadi di Rio de Janeiro 2016.
Disputa i suoi primi campionati mondiali a Pesaro 2017 e alla successiva edizione di Sofia 2018 vince la medaglia di bronzo nelle 3 palle / 2 funi. Ottiene anche due argenti agli europei di Guadalajara 2018, e un altro argento nei 3 cerchi / 4 clavette ai II Giochi europei di Minsk. Con l'Ucraina è campionessa europea nelle 5 palle a Kiev 2020 e sale sul gradino più alto del podio anche nel concorso a squadre, vincendo inoltre un argento nei 3 cerchi / 4 clavette e un bronzo nell'all-around.

## Palmarès
- Campionati mondiali di ginnastica ritmica

Sofia 2018: bronzo nelle 3 palle / 2 funi.
- Campionati europei di ginnastica ritmica

Guadalajara 2018: argento nel concorso a squadre e nei 5 cerchi.
Kiev 2020: oro nel concorso a squadre e nelle 5 palle, argento nei 3 cerchi / 4 clavette, bronzo nell'all-around.
- Giochi europei

Minsk 2019: argento nei 3 cerchi / 4 clavette.